# Graf DK 55

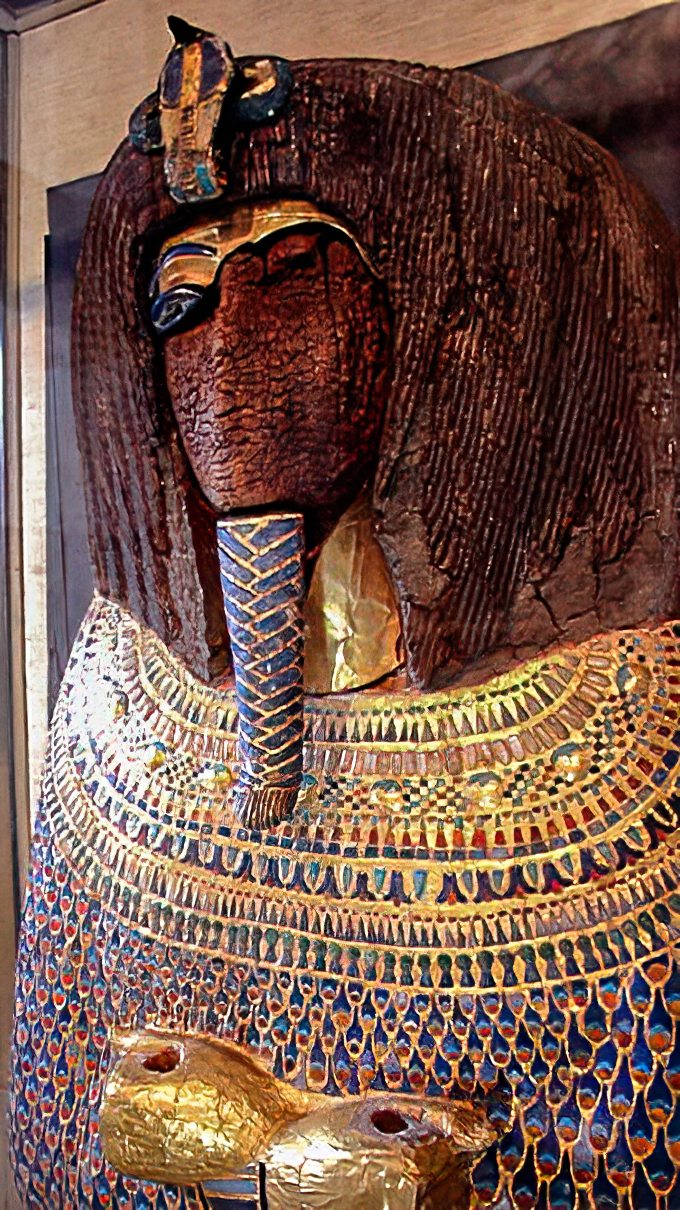
Sarcofaag uit DK55

Graf DK 55 is een graf in de Egyptische Vallei der Koningen, waarvan niet precies bekend is aan wie het behoorde. Ook de in het graf gevonden mummie is niet definitief geïdentificeerd. Aangenomen wordt dat het gaat om een persoon uit de  18e dynastie van het oude Egypte. Volgens de laatste inzichten gaat het hier om het graf van Achnaton.

## Ontdekking
Graf DK 55 ligt in de buurt van Graf DK 6 en werd in 1907 ontdekt door de archeoloog Edward Ayrton, die in dienst van de Amerikaanse miljonair Theodore Davis stond. Het graf was al in de oudheid geplunderd. In de tombe lag een beschadigde sarcofaag en een mummie.

## Vondsten

Plattegrond.
A = ingang
B = gang
J = grafkamer
Ja = onvoltooide zijkamer

Opvallend was een beschadigde sarcofaag waarvan de namen op de cartouches onleesbaar waren gemaakt en het dodenmasker kapot was gegooid. In de kist lag een mummy. Aan de vorm van de kist was te zien dat deze voor een vrouw was bedoeld. Uit de tekst op de mummykist bleek dat deze bestemd was voor koningin Teje, gemalin van farao Amenhotep III. In dezelfde ruimte bevonden zich canopen, die bestemd waren voor Kiya, bijvrouw van Achnaton. Daarnaast waren er nog magische stenen (amuletten), die de tekst de Osiris Nefercheperoera Waënra bevatten.

### Mummie
Davis dacht dat het bij deze mummie ging om koningin Teye. De reden hiervoor was dat een deel van de grafgiften voor haar waren bestemd.
Er werd ook geopperd dat het misschien om Achnaton ging; een theorie die al vanaf de ontdekking verkondigd werd door Arthur Weigall. Reden hiervoor is de magische steen waarop de koningsnaam van Achnaton is vermeld.
Andere kandidaten zijn Kiya, een bijvrouw van Achnaton – de canopen waren aan haar gericht – en Semenchare, de zoon van Achnaton.
DNA-onderzoek door het National Research Center in Caïro heeft aangetoond dat de overledene vrijwel zeker een zoon van Amenhotep III was en dat hij op zijn beurt de vader was van Toetanchamon.
In het DNA-onderzoek kwam ook aan het licht dat Teye niet begraven was in graf DK 55, zoals Davis dacht, maar in graf DK 35, en dat zij de moeder van de overledene was. De leeftijd van de overledene werd aanvankelijk op 20 tot 25 jaar gesteld, maar een CT-scan liet zien dat hij ouderdomsziekten had aan de wervelkolom en osteoporose aan de knieën en dat hij eerder 40 was dan 25.
Het gaat hier dus meest waarschijnlijk om Echnaton. De resultaten van het DNA-onderzoek werden in februari 2010 gepubliceerd in de Journal of the American Medical Association.

### Magische stenen
De tekst op de magische stenen was weer volgens de leer van de oude goden. Amenhotep IV had de oude goden afgeschaft en erkende alleen de zonnegod Ra. Hierover was grote onrust ontstaan bij volk en priesters. Echter woorden als Osiris zoals de tekst op de magische stenen gelezen mag worden, impliceert dat in die tijd weer teruggekeerd moet zijn naar de "oude goden".

## Overzichtskaart
Ten oosten: 
DK 1 · 
DK 2 · 
DK 3 · 
DK 4 · 
DK 5 · 
DK 6 · 
DK 7 · 
DK 8 · 
DK 9 · 
DK 10 · 
DK 11 · 
DK 12 · 
DK 13 · 
DK 14 · 
DK 15 · 
DK 16 · 
DK 17 · 
DK 18 · 
DK 19 · 
DK 20 · 
DK 21 · 
DK 26 · 
DK 27 · 
DK 28 · 
DK 29 · 
DK 30 · 
DK 31 · 
DK 32 · 
DK 33 · 
DK 34 · 
DK 35 · 
DK 36 · 
DK 37 · 
DK 38 · 
DK 39 · 
DK 40 · 
DK 41 · 
DK 42 · 
DK 43 · 
DK 44 · 
DK 45 · 
DK 46 · 
DK 47 · 
DK 48 · 
DK 49 · 
DK 50 · 
DK 51 · 
DK 52 · 
DK 53 · 
DK 54 · 
DK 55 · 
DK 56 · 
DK 57 · 
DK 58 · 
DK 59 · 
DK 60 · 
DK 61 · 
DK 62 · 
DK 63 · 
DK 64 · 
DK 65
Ten westen:
WV 22 · 
WV 23 · 
WV 24 · 
WV 25 · 
WV A · 
WV F